# Phần mềm hệ thống
Phần mềm hệ thống là phần mềm máy tính thiết kế cho việc vận hành và điều khiển phần cứng máy tính và cung cấp một kiến trúc cho việc chạy phần mềm ứng dụng. Phần mềm hệ thống có thể được chia thành hai loại, hệ điều hành và phần mềm tiện ích.
- Hệ điều hành (đại diện tiêu biểu là Microsoft Windows, Mac OS X và Linux), cho phép các phần của một máy tính làm việc với nhau bằng cách truyền dẫn dữ liệu giữa Bộ nhớ chính và ổ đĩa hoặc xuất dữ liệu ra thiết bị xuất. Nó cũng cung cấp một kiến trúc cho việc chạy phần mềm hệ thống cấp cao và phần mềm ứng dụng.
  - Nhân là phần lõi của một hệ điều hành, cái mà định nghĩa một API cho các chương trình ứng dụng (bao gồm cả một vài phần mềm hệ thống) và trình điều khiển thiết bị.
    - Device driver ví dụ như BIOS và thiết bị phần sụn cung cấp chức năng cơ bản để vận hành và điều khiển phần cứng kết nối hoặc xây dựng từ bên trong máy tính.
    - Giao diện người dùng "giúp cho người dùng tương tác với máy tính". Từ thập niên 1980, giao diện đồ họa (GUI) có lẽ đã là công nghệ giao diện người dùng phổ biến nhất. Giao diện từng dòng lệnh vẫn được sử dụng phổ biến như là một tùy chọn.

  - Phần mềm tiện ích giúp cho việc phân tích, cấu hình, đánh giá và bảo vệ máy tính, ví dụ như bảo vệ khỏi Virus.

Trong một số ấn phẩm, thuật ngữ phần mềm hệ thống cũng bao gồm những công cụ phát triển phần mềm (như là trình biên dịch, trình liên kết, trình sửa lỗi).
Trái ngược với phần mềm hệ thống, phần mềm cho phép người sử dụng soạn thảo tài liệu, chơi trò chơi, nghe nhạc hoặc truy cập mạng được gọi chung là phần mềm ứng dụng. Tuy nhiên không có ranh giới rõ ràng giữa phần mềm ứng dụng và hệ điều hành. Hầu hết các hệ điều hành đóng gói các phần mềm ứng dụng. Các phần mềm như vậy không được xem xét như là phần mềm hệ thống bởi vì nó có thể được gỡ bỏ mà không ảnh hưởng gì đến chức năng của phần mềm khác. Trường hợp ngoại lệ, ví dụ như là đối với trình duyệt web như là Internet Explorer của Microsoft được tranh luận tại tòa án là phần mềm hệ thống do nó không thể gỡ bỏ. Ví dụ sau này là hệ điều hành Chrome và Firefox OS mà các chức năng trình duyệt như giao diện người dùng và cách thức chạy chương trình (và các trình duyệt web khác không được cài đặt trong vùng của chúng), sau đó chúng có thể bị tranh luận rằng là (bộ phận của) hệ điều hành và sau đó là phần mềm hệ thống.